# Marc Cardona
Marc Cardona Rovira (Lleida, 8 luglio 1995) è un calciatore spagnolo, attaccante del Las Palmas.

## Caratteristiche tecniche
Nato come centravanti, può ricoprire anche il ruolo di esterno.

## Carriera

### Club

#### Avvio di carriera
Cresciuto nel settore giovanile del San Benito, dal 2014 al 2016 milita nell'Atlético Sanluqueño segnando 20 reti in 43 presenze di Tercera División, ottenendo la promozione in Segunda División B.
Il 29 giugno 2016 viene acquistato dal Barcellona che lo aggrega alla seconda squadra. debutta con le riserve blaugrana il 20 agosto 2016 disputando l'incontro di Segunda División B vinto 3-1 contro l'Atlético Saguntino.
Il 30 novembre 2016 fa il suo esordio con il Barcellona subentrando al 76' a Carles Aleñá nell'incontro di Coppa del Re pareggiato 1-1 contro l'Hércules, mentre il 6 dicembre successivo esordisce in UEFA Champions League subentrando nel match vinto 4-0 contro il Borussia M'gladbach.
Il 19 luglio 2018 viene ceduto in prestito annuale all'Eibar.
Terminato il prestito, il 25 giugno 2019 viene ceduto a titolo definitivo all'Osasuna.
Il 5 ottobre 2020 viene ceduto in prestito al Maiorca.
Il 30 luglio 2021 viene ceduto nuovamente a titolo temporaneo, questa volta agli olandesi del Go Ahead Eagles.

## Statistiche

### Presenze e reti nei club
Statistiche aggiornate al 13 febbraio 2024.
| Stagione                   | Squadra                    | Campionato              | Campionato | Campionato | Coppe nazionali | Coppe nazionali | Coppe nazionali | Coppe continentali | Coppe continentali | Coppe continentali | Altre coppe | Altre coppe | Altre coppe | Totale | Totale | Totale |
| Stagione                   | Squadra                    | Comp                    | Pres       | Reti       | Comp            | Pres            | Reti            | Comp               | Pres               | Reti               | Comp        | Pres        | Reti        | Pres   | Reti   |        |
| -------------------------- | -------------------------- | ----------------------- | ---------- | ---------- | --------------- | --------------- | --------------- | ------------------ | ------------------ | ------------------ | ----------- | ----------- | ----------- | ------ | ------ | ------ |
| 2014-2015                  | Atlético Sanluqueño        | TD                      | 7          | 1          | CR              | 0               | 0               | -                  | -                  | -                  | -           | -           | -           | 7      | 1      |        |
| 2015-2016                  | Atlético Sanluqueño        | TD                      | 36+5       | 19+1       | CR              | 0               | 0               | -                  | -                  | -                  | -           | -           | -           | 41     | 20     |        |
| Totale Atlético Sanluqueño | Totale Atlético Sanluqueño | TD                      | 43+5       | 20+1       | CR              | -               | -               | -                  | -                  | -                  | -           | -           | -           | 48     | 21     |        |
| 2016-2017                  | Barcellona                 | PD                      | 0          | 0          | CR              | 1               | 0               | UCL                | 1                  | 0                  | -           | -           | -           | 2      | 0      |        |
| 2016-2017                  | Barcellona B               | SDB                     | 25+6       | 15+2       | -               | -               | -               | -                  | -                  | -                  | -           | -           | -           | 31     | 17     |        |
| 2017-2018                  | Barcellona B               | SD                      | 29         | 7          | -               | -               | -               | -                  | -                  | -                  | -           | -           | -           | 29     | 7      |        |
| Totale Barcellona B        | Totale Barcellona B        | SDB + SD                | 54+6       | 22+2       | -               | -               | -               | -                  | -                  | -                  | -           | -           | -           | 60     | 24     |        |
| 2018-2019                  | Eibar                      | PD                      | 17         | 3          | CR              | 2               | 0               | -                  | -                  | -                  | -           | -           | -           | 19     | 3      |        |
| 2019-20                    | Osasuna                    | PD                      | 19         | 1          | CR              | 3               | 1               | -                  | -                  | -                  | -           | -           | -           | 22     | 2      |        |
| lug.-ott. 2020             | Osasuna                    | PD                      | 3          | 0          | CR              | 0               | 0               | -                  | -                  | -                  | -           | -           | -           | 3      | 0      |        |
| Totale Osasuna             | Totale Osasuna             | PD                      | 22         | 1          | CR              | 3               | 1               | -                  | -                  | -                  | -           | -           | -           | 25     | 2      |        |
| ott. 2020-21               | Maiorca                    | SD                      | 13         | 2          | CR              | 0               | 0               | -                  | -                  | -                  | -           | -           | -           | 13     | 2      |        |
| 2021-22                    | Go Ahead Eagles            | ED                      | 22         | 2          | CPB             | 3               | 0               | -                  | -                  | -                  | -           | -           | -           | 25     | 2      |        |
| 2022-23                    | Las Palmas                 | SD                      | 36         | 6          | CR              | 1               | 0               | -                  | -                  | -                  | -           | -           | -           | 37     | 6      |        |
| 2023-24                    | Las Palmas                 | PD                      | 15         | 3          | CR              | 2               | 0               | -                  | -                  | -                  | -           | -           | -           | 17     | 3      |        |
| Totale Las Palmas          | Totale Las Palmas          | SD + PD                 | 51         | 9          | CR              | 3               | 0               | -                  | -                  | -                  | -           | -           | -           | 57     | 9      |        |
| Totale carriera            | Totale carriera            | TD + SDB + SD + PD + ED | 233        | 62         | CR + CPB        | 12              | 2               | UCL                | 1                  | 0                  | -           | -           | -           | 246    | 64     |        |

## Palmarès

### Club

#### Competizioni nazionali
- Coppa di Spagna: 1

Barcellona: 2016-2017